# 569. Volksgrenadier-Division
Die 569. Volksgrenadier-Division war ein Großverband der deutschen Wehrmacht im Zweiten Weltkrieg.

## Geschichte

### Aufstellung
Die Division wurde am 25. August 1944 in der 32. Aufstellungswelle auf dem Truppenübungsplatz Königsbrück als Volksgrenadier-Division aufgestellt.

### Auflösung durch Umbenennung in 361. VGD
Noch in der Aufstellungsphase befindlich, wurde die Division am 17. September 1944 in die noch nicht aufgestellte 361. Volksgrenadier-Division umbenannt. Damit trat sie an die Stelle der am 5. August 1944 in der Nordukraine aufgeriebenen 361. Infanterie-Division und wurde am 26. September 1944 für die weitere Aufstellung nach Zwolle verlegt. Später kam die 361. Volksgrenadier-Division an die Westfront.
Es wurde kein Kommandeur ernannt.

## Gliederung
- Grenadier-Regiment 1165 mit zwei Bataillonen, wurde später Grenadier-Regiment 951
- Grenadier-Regiment 1166 mit zwei Bataillonen, wurde später Grenadier-Regiment 952
- Grenadier-Regiment 1167 mit zwei Bataillonen, wurde später Grenadier-Regiment 953
- Artillerie-Regiment 1569 mit drei Abteilungen, wurde später Artillerie-Regiment 361
- Divisions-Einheiten 1569, wurden später Divisions-Einheiten 361